# Giuseppe Antonio Borgese

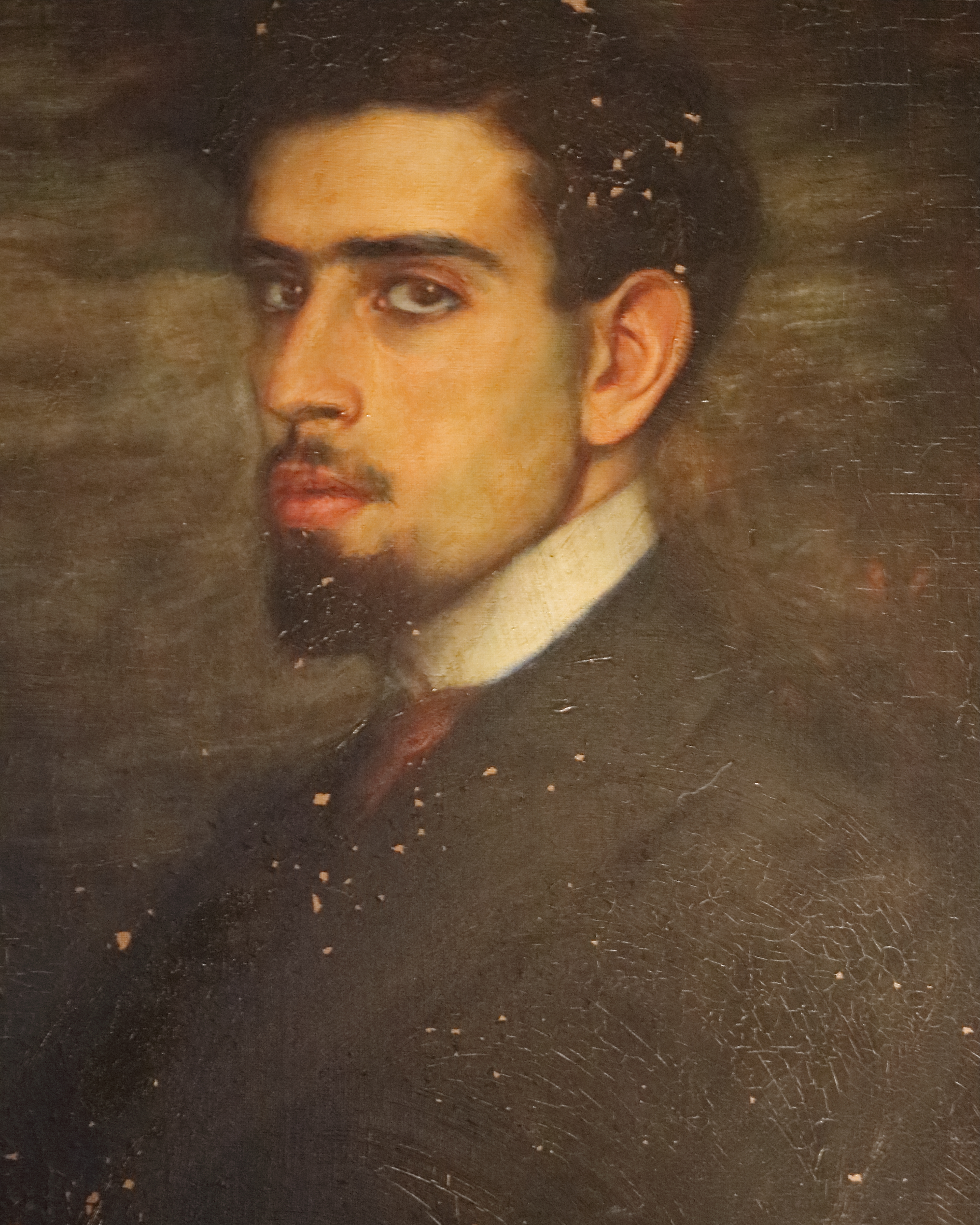
Giuseppe Antonio Borgese porträtiert von Giovanni Costetti (1904)

Giuseppe Antonio Borgese (* 12. November 1882 in Polizzi Generosa bei Palermo; † 4. Dezember 1952 in Fiesole) war ein italienischer Historiker, Literaturkritiker und -professor, Journalist, Essayist und Schriftsteller.

## Leben
1903 erlangte Borgese in Florenz seinen Studienabschluss mit einer Arbeit über die Storia della critica romantica in Italia. Er lehrte von 1910 bis 1930 in Turin, Rom und Mailand. Als Antifaschist verweigerte er an der Mailänder Universität den faschistischen Eid, was nur 13 der rund 2000 italienischen Professoren wagten. Er emigrierte 1931 in die USA, wo er 1938 eingebürgert wurde. In den USA war Borgese ebenfalls als Hochschullehrer tätig, von 1936 bis 1948 in den Fächern Literatur und Politische Wissenschaften an der Universität von Chicago.
Borgese war Sekretär des Committee to Frame a World Constitution und arbeitete maßgeblich am Entwurf einer Weltverfassung von 1947 mit (Preliminary of a World Constitution, 1948). Neben Literaturkritiken schrieb Borgese auch Essays, Romane und Gedichte.
Er war in erster Ehe mit der italienischen Schriftstellerin und Lyrikerin Maria Freschi verheiratet, mit der er die Kinder Leonardo und Giovanna hatte. Nach seiner Scheidung heiratete er am 23. November 1939 in zweiter Ehe Elisabeth Mann, die jüngste Tochter Thomas Manns. Sie lebten zunächst in Chicago. Aus der Ehe gingen die Töchter Angelica (* 30. November 1940) und Dominica (* 6. März 1944) hervor.
Borgese kehrte 1949 nach Italien zurück, wo er seinen früheren Lehrstuhl für Ästhetik und Geschichte der Kritik an der Universität Mailand wieder übernahm.

## Werke
Romane, Erzählungen, Gedichte:
- Rubé (1921)
  - Übers. Curt Gutkind: Rubé. Merlin, Heidelberg 1928
- Poesie. (1922)
- I vivi e i morti. (1923)
- La città sconosciuta. (1924)
- Le belle. (1927)
- Il sole non è tramontato. (1929)
- Tempesta nel nulla. (1931)

Essays:
- La Nuova Germania. 1909
- La vita e il libro. 3 Bände, 1910–1913
- Italia e Germania. 1915
- Studi di letterature moderne. 1915
- Tempo di edificare. 1923
- La tragedia di Mayerling. 1925
  - Übers. Laura Maria Kutzer: Die Tragödie von Mayerling. Merlin, Heidelberg 1927 (vgl. Mary Vetsera)
- Il senso della letteratura italiana. 1931
- Goliath, the March of Fascism. 1937
  - Übers. Georg Rahn: Der Marsch des Fascismus, Allert de Lange Verlag, Amsterdam 1938 (englische Ausgabe im Internet Archive: Volltext)
- The City of Man, mit Thomas Mann u. a., 1940
- Common Cause. 1943
- Da Dante a Thomas Mann. 1958, postum

## Mitgliedschaft
1941 wurde Borgese in die American Academy of Arts and Sciences gewählt.